# Я ніколи не… (телесеріал)
Я ніколи не… (англ. Never Have I Ever) — американський підлітковий комедійно-драматичний телесеріал, створений Мінді Калінг та Ленг Фішер. У головній ролі — Майтреї Рамакрішнан. Хоча події розгортаються в районі долини Сан-Фернандо, комедія в основному заснована на дитячих переживаннях Калінг у районі Бостона. Прем'єра серіалу відбулася на Netflix 27 квітня 2020 року й розповідає про індійську ученицю середньої школи, яка переживає смерть батька. Загалом серіал отримав схвальні відгуки.
Серіал описали як переломний момент для представлення Південної Азії в Голлівуді, і похвалили за руйнування південноазіатських стереотипів. 1 липня 2020 року Netflix продовжив серіал на другий сезон, прем'єра якого відбулася 15 липня 2021 року. 19 серпня 2021 року Netflix продовжив серіал на третій сезон, прем'єра якого відбулася 12 серпня 2022 року. 8 березня 2022 року телесеріал був продовжений на четвертий сезон, який вийшов 8 червня 2023 року й став останнім сезоном.

## Сюжет
Сюжет розгортається навколо Деві Вішвакумар (Майтреї Рамакрішнан), 15-річної індіо-американської тамільської дівчини з Шерман-Оукс, Лос-Анджелес. Після того, як батько Деві, Мохан (Сендхіл Рамамурті), помер, Деві втратила можливість ходити на три місяці. Після жахливого першого року в новій школі вона хоче змінити свій соціальний статус, але друзі, сім'я та власні почуття не спрощують їй завдання.
Наступного року вона намагається впоратися зі своїм горем, а також індійською ідентичністю й шкільним життям, розбирається зі своїми стосунками зі своєю матір'ю Наліні (Пурна Джаганнатан), Пакстоном (Даррен Барнет) і своїм ворогом Беном (Джарен Льюісон).
Серіал здебільшого коментує професійний тенісист Джон Макінрой для Деві, причому один з епізодів оповідає Енді Семберг для Бена, а інший — Джіджі Хадід для Пакстона.

## Актори та персонажі

### Основний акторський склад
| Актор               | Роль                     | Опис |
| ------------------- | ------------------------ | --- |
| Майтреї Рамакрішнан | Деві Вішвакумар          | 15-річна другокурсниця середньої школи, яка хоче покращити своє життя                                               |
| Пурна Джаганнатан   | доктор Наліні Вішвакумар | Дерматолог і мати Деві                                                                                              |
| Даррен Барнет       | Пакстон Голл-Йосіда      | 16-річний юнак середньої школи, в якого закохана Деві                                                               |
| Джарен Льюїсон      | Бенджамін «Бен» Гросс    | Другокурсник середньої школи й ворог Деві                                                                           |
| Річа Мурджані       | Камала Нандівадал        | Двоюрідна сестра Деві. Вона живе з сім'єю, тому що має закінчити докторську дисертацію в Каліфорнійському технікумі |
| Джон Макінрой       | камео                    | Оповідач серіалу й кумир Мохана (батька Деві)                                                                       |
| Рамона Янг          | Елеонор Вонг             | Найкраща подруга Деві, яка захоплюється акторською майстерністю.                                                    |
| Лі Родрігес         | Фабіола Торрес           | Найкраща подруга Деві, яка розбирається зі своєю сексуальністю та захоплюється робототехнікою.                      |

### Додатковий акторський склад
| Актор                 | Роль                    | Опис                                                                                             |
| --------------------- | ----------------------- | ------------------------------------------------------------------------------------------------ |
| Нісі Неш              | доктор Джеймі Райан     | Терапевт Деві                                                                                    |
| Сендхіл Рамамурті     | Мохан Вішвакумар        | Померлий батько Деві                                                                             |
| Едді Лю               | Стів                    | Хлопець Камали (1 сезон)                                                                         |
| Крістіна Картчнер     | Єва Гельмс              | Уподобана Фабіоли                                                                                |
| Александра Біллінгс   | Дженніфер Ворнер        | Радник коледжу                                                                                   |
| Бенджамін Норріс      | Трент Гаррісон          | Друг Пакстона                                                                                    |
| Діно Петрера          | Джон Шарп               |                                                                                                  |
| Дже Су Пак            | Джойс Вонг              | матір Елеонори (1 сезон)                                                                         |
| Адам Шапіро           | містер Лайл Шапіро      | Вчитель історії                                                                                  |
| Какао Браун           | директор Граббс         |                                                                                                  |
| Мартін Мартінес       | Олівер Мартінес         | Хлопець Елеонори                                                                                 |
| Джек Сівор Макдональд | Ерік Перкінс            | Непопулярний студент                                                                             |
| Лілі Д. Мур           | Ребекка Хол-Йосіда      | Сестра Пакстона                                                                                  |
| Руші Кота             | Прашант                 | Зустрічається з Камалою через шлюб за домовленістю                                               |
| Ханна Стайн           | Шіра Лідман             | Популярна студентка та дівчина Бена в 1 сезоні                                                   |
| Анджела Кінсі         | Вівіан Гросс            | Матір Бена (1 сезон)                                                                             |
| Майкл Бадалукко       | Говард Гросс            | Батько Бена (1 сезон)                                                                            |
| Донна П'єроні         | Петті                   | Економка Бена (1 сезон)                                                                          |
| Дана Вонс             | Маркус Джонс            | Друг Пакстона                                                                                    |
| Айтана Рінаб          | Зої Мейтаг              | Подруга Шіри                                                                                     |
| Тайлер Альварес       | Малкольм Стоун          | Колишній актор Дісней та друг з початкової школи, який переходить до Sherman Oaks (2 сезон)      |
| Уткарш Амбудкар       | директор Маніш Кулкарні | Вчитель англійської мови, який дружить з Деві, а також тренує жіночу футбольну команду (2 сезон) |
| Пі Джей               | Бірн Еван               | Головний науковий помічник в Каліфорнійському технологічному інституті (2 сезон)                 |
| Джон Моусон           | доктор Елгін Пітерс     | Лауреат Нобелівської премії, вчений з Каліфорнійського технологічного інституту (2 сезон)        |
| Меган Сурі            | Аніса                   | Нова індійська студентка Sherman Oaks, нова знайома Деві (2 сезон)                               |
| Common                | доктор Кріс Джексон     | Дерматолог, який працює з Наліні й має до неї симпатію (2 сезон)                                 |
| Тохору Масамуне       | Кевін Голл-Йосіда       | Батько Пакстона (2 сезон)                                                                        |
| Ранджіта Чакраварті   | Нірмала Вішвакумар      | Мати Мохана та бабуся Деві по батьковій лінії (2 сезон)                                          |
| Келлі Салліван        | Джун Холл-Йошіда        | Мати Пакстона (2 сезон)                                                                          |
| Майкл Чіміно          | Ітан Моралес            | старшокласник (4 сезон)                                                                          |
| Джефф Гарлін          | Лен                     | - (4 сезон)                                                                                      |

### Епізодичні ролі
| Актор              | Роль              | Опис                                                        |
| ------------------ | ----------------- | ----------------------------------------------------------- |
| Маркус Йоргенсен   | Борис Кослов      | Російський студент за обміном                               |
| Гілберто Ортіс     | Алекс Гомес       | Молодий чоловік, який цікавиться Фабіолою                   |
| Челлі              | Парвеш            | Друг сім'ї Вішвакумара                                      |
| Пітер Джеймс Сміт  | містер Чан        | Викладач оркестру                                           |
| Кікей Кастільо     | Крістіна Гаррісон | мати Трента                                                 |
| Аттікус Шаффер     |                   | молодий чоловік, який бере участь в моделі ООН (як «Росія») |
| Ікбал Теба         | Аравінд           | Брат Мохана та дядько Деві по батьковій лінії               |
| Марк Кольєр        | Енді              | Сусід Вішвакумара                                           |
| Адрія Марі         | Янг Карлі         | Подруга Шіри                                                |
| Енді Семберг       | камео             | Оповідач думок Бена Гросса                                  |
| Прагаті Гурупрасад | Сестра Пріті      |                                                             |
| Анджул Нігам       | Радж              | Пандит на святкуванні Ганеш Пуджа                           |
| Джіджі Хадід       | камео             | Оповідач думок Пакстона Голла-Йосіди                        |
| Пуджа Кумар        | Нур               | Матір Анізи                                                 |
| Суніт Гупта        | Картік            | Батько Наліні та дід Деві по материнській лінії             |
| К. Т. Тангавелу    | Чару              | Матір Наліні та бабуся Деві по материнській лінії           |
| Двайт Говард       | себе              | -                                                           |
| Яніна Ґаванкар     | Акшара            | -                                                           |

## Список серій
| Сезон   | Епізоди | Епізоди | Оригінальний показ | Оригінальний показ |
| Сезон   | Епізоди | Епізоди | Перший показ       | Останній показ     |
| ------- | ------- | ------- | ------------------ | ------------------ |
| Сезон 1 | 10      | 10      | 27 квітня 2020     | TBA                |
| Сезон 2 | 10      | 10      | 15 липня 2021      | TBA                |
| Сезон 3 | 10      | 10      | 12 серпня 2022     | TBA                |
| Сезон 4 | 10      | 10      | 8 червня 2023      | TBA                |

### Сезон 1
| № | #  | Назва                                                                                  | Режисер         | Сценарист                                | Перший ефір у США |
| --- | -- | -------------------------------------------------------------------------------------- | --------------- | ---------------------------------------- | ----------------- |
| 1 | 1  | «Пілотний епізод» «Pilot»                                                              | Трістрам Шапіро | Мінді Калінг, Ленг Фішер                 | 27 квітня 2020    |
| Після пережитої травми Деві повертається до школи й рішуче налаштована позбавитися від старих ярликів і нарешті стати крутою.                                             |    |                                                                                        |                 |                                          |                   |
| 2 | 2  | «… займалася сексом із Пакстоном Голлом-Йосідою» «...had sex with Paxton Hall-Yoshida» | Трістрам Шапіро | Мінді Калінг, Ленг Фішер, Джастін Ноубл  | 27 квітня 2020    |
| Деві соромиться розповісти друзям правду про її незграбне спілкування з Пакстоном. Камала переймається через перспективу одруження за домовленістю.                       |    |                                                                                        |                 |                                          |                   |
| 3 | 3  | «… напивалася з популярними дітьми» «...gotten drunk with the popular kids»            | Трістрам Шапіро | Мінді Калінг, Ленг Фішер                 | 27 квітня 2020    |
| Деві намагається вразити Пакстона на вечірці, але відбувається дещо несподіване. У Фабіоли прокидаються потаємні почуття. Камала робить вибір.                            |    |                                                                                        |                 |                                          |                   |
| 4 | 4  | «… не вважала себе індійською патріоткою» «...felt super Indian»                       | Лінда Мендоса   | Мінді Калінг, Ленг Фішер                 | 27 квітня 2020    |
| На святі Ґанеша-чатуртхі Деві розмірковує, чи належить вона до індійської культури. Наліні намагається уникати дошкульних тітоньок. Камала хвилюється за своє майбутнє.   |    |                                                                                        |                 |                                          |                   |
| 5 | 5  | «… оголошувала ядерну війну» «...started a nuclear war»                                | Кабір Ахтар     | Мінді Калінг, Ленг Фішер, Кріс Шляйхер   | 27 квітня 2020    |
| Під час шкільної поїздки з ночівлею Деві дозволяє поширюватися чуткам про неї та Пакстона. Фабіола відкривається Елеанор, яка дізнається неприємні новини про свою матір. |    |                                                                                        |                 |                                          |                   |
| 6 | 6  | «… був найсамотнішим хлопцем у світі» «...been the loneliest boy in the world»         | Кабір Ахтар     | Мінді Калінг, Ленг Фішер                 | 27 квітня 2020    |
| Бен Ґросс почувається дуже самотнім, адже батьків майже не буває вдома, а дівчина зовсім не розділяє його інтересів. Але неочікуване запрошення дарує йому надію.         |    |                                                                                        |                 |                                          |                   |
| 7 | 7  | «… була безсоромною брехункою» «...been a big, fat liar»                               | Ану Валія       | Мінді Калінг, Ленг Фішер, Еріка Ояма     | 27 квітня 2020    |
| Деві кілька разів порушує межі, намагаючись бути хорошою подругою. Зустріч Елеанор із матір’ю приносить багато одкровень і зізнань.                                       |    |                                                                                        |                 |                                          |                   |
| 8 | 8  | «… бісила всіх, кого знаю» «...pissed off everyone I know»                             | Ану Валія       | Мінді Калінг, Ленг Фішер, Кріс Шляйхер   | 27 квітня 2020    |
| Після чергової невдачі в спілкуванні з друзями Деві переживає травму. Вечірка в Бена водночас незграбна, жахлива й дивовижна.                                             |    |                                                                                        |                 |                                          |                   |
| 9 | 9  | «… поводилася ідеально» «...had to be on my best behavior»                             | Трістрам Шапіро | Мінді Калінг, Ленг Фішер, Метт Варбертон | 27 квітня 2020    |
| У своїх спогадах Деві повертається до гіркого й болісного минулого. Тим часом Камала мусить бути чесною, коли її наречений приходить у гості.                             |    |                                                                                        |                 |                                          |                   |
| 10 | 10 | «… вибачалася» «...said I'm sorry»                                                     | Трістрам Шапіро | Мінді Калінг, Ленг Фішер                 | 27 квітня 2020    |
| Через неприємні новини Деві свариться з матір’ю та тікає з дому. День народження Могана дає їм можливість примиритися й почати все з початку.                             |    |                                                                                        |                 |                                          |                   |

### Сезон 2
| № | #  | Назва                                                     | Режисер             | Сценарист                                  | Перший ефір у США |
| --- | -- | --------------------------------------------------------- | ------------------- | ------------------------------------------ | ----------------- |
| 11 | 1  | «… мала кількох хлопців одночасно» «...been a playa»      | Кабір Ахтар         | Мінді Калінг, Ленг Фішер                   | 15 липня 2021     |
| Напередодні переїзду до Індії Деві стикається з першим в її житті любовним трикутником. Наліні намагається продати свій реєстр пацієнтів пафосному конкуренту.           |    |                                                           |                     |                                            |                   |
| 12 | 2  | «… влаштовувала вечірку» «...thrown a rager»              | Кабір Ахтар         | Мінді Калінг, Ленг Фішер, Акшара Секар     | 15 липня 2021     |
| Деві планує влаштувати крутезну вечірку, але заплутане особисте життя може перетворити її на черговий провал. Поїздка Наліні до Індії допомагає їй дещо зрозуміти.       |    |                                                           |                     |                                            |                   |
| 13 | 3  | «… відкривала підручник» «...opened a textbook»           | Кім Нгуєн           | Мінді Калінг, Ленг Фішер, Еріка Ояма       | 15 липня 2021     |
| Пакстон ніколи не прагнув мати хороші оцінки, але нещасний випадок змушує його довести, що він не лише шкільний серцеїд і відмінний плавець.                             |    |                                                           |                     |                                            |                   |
| 14 | 4  | «… мала псевдоподругу з Індії» «...had an Indian frenemy» | Лена Хан            | Мінді Калінг, Ленг Фішер, Аміна Мунір      | 15 липня 2021     |
| Деві одразу не подобається нова дівчина-індійка в школі, але коли вони знайомляться, на неї чекає несподіванка. Камала намагається завоювати повагу в лабораторії.       |    |                                                           |                     |                                            |                   |
| 15 | 5  | «… руйнувала чиєсь життя» «...ruined someone's life»      | Меггі Кері          | Мінді Калінг, Ленг Фішер, Аарон Гірі       | 15 липня 2021     |
| Імпульсивне висловлювання Деві на цілодобовому забігу розпалює нетактовні чутки. Фабіола соромиться познайомити Ів зі своєю занадто захопленою матір’ю.                  |    |                                                           |                     |                                            |                   |
| 16 | 6  | «… зраджувала друга» «...betrayed a friend»               | Лена Хан, Ану Валія | Мінді Калінг, Ленг Фішер, Марина Кокенберг | 15 липня 2021     |
| Деві намагається замести сліди своєї причетності до поширення чуток про Анісу, а її почуття провини зростає. Наліні зближується з ворогом. Камала отримує раптовий удар. |    |                                                           |                     |                                            |                   |
| 17 | 7  | «… благала про пробачення» «...begged for forgiveness»    | Лена Хан            | Мінді Калінг, Ленг Фішер, Дейв Кінг        | 15 липня 2021     |
| Деві повинна навчитися щиро вибачатися, доки не пізно. Камала думає, як захистити свої права. Наліні отримує поради щодо виховання дітей.                                |    |                                                           |                     |                                            |                   |
| 18 | 8  | «… була Дейзі Б’юкенен» «...been Daisy Buchanan»          | Клер Скенлон        | Мінді Калінг, Ленг Фішер, Асміта Параджапе | 15 липня 2021     |
| Деві вирішує подорослішати, але бачити колишнього з новою дівчиною — те ще випробування. Фабіола намагається залишатися вірною собі й усе більше хвилюється за Елеанор.  |    |                                                           |                     |                                            |                   |
| 19 | 9  | «… переслідувала власну матір» «...stalked my own mother» | Клер Скенлон        | Мінді Калінг, Ленг Фішер, Кріс Шляйхер     | 15 липня 2021     |
| Катастрофічний інцидент зі стеженням спонукає Деві й Наліні до самоаналізу. Пакстон виходить із зони комфорту. В Елеанор настає прозріння.                               |    |                                                           |                     |                                            |                   |
| 20 | 10 | «…була ідеальною» «...been a perfect girl»                | Ленг Фішер          | Мінді Калінг, Ленг Фішер                   | 15 липня 2021     |
| Суперечливі сигнали від Пакстона викликають у Деві запитання. Прийдешній зимовий бал — це шанс визначитися, хто вона для нього й що їй потрібно.                         |    |                                                           |                     |                                            |                   |

### Сезон 3
| № | #  | Назва                                                          | Режисер       | Сценарист                  | Перший ефір у США |
| --- | -- | -------------------------------------------------------------- | ------------- | -------------------------- | ----------------- |
| 21 | 1  | «…була об’єктом публічного осуду» «...been slut-shamed»        | Меггі Кері    | Мінді Калінг               | 12 серпня 2022    |
| Деві нарешті зустрічається з хлопцем своєї мрії, але образливі плітки змушують її переживати про повільний розвиток їхніх стосунків. Наліні переконує Камалу переглянути рішення. |    |                                                                |               |                            |                   |
| 22 | 2  | «…мала власного троля» «...had my own trol»                    | Меггі Кері    | Марина Кокенберг           | 12 серпня 2022    |
| Анонімні повідомлення про Пакстона спонукають Деві пограти в детектива. Аніса вважає, що Бен знехтував нею. Бабуся влаштовує вечір знайомств, щоб знайти Камалі гідну пару.       |    |                                                                |               |                            |                   |
| 23 | 3  | «…отримувала валентинки» «...had a valentine»                  | Смріті Мундра | Асміта Паранджапе          | 12 серпня 2022    |
| У День святого Валентина результати тесту на сумісність створюють більше драми, ніж романтики. Тим часом Наліні знаходить нову подругу.                                           |    |                                                                |               |                            |                   |
| 24 | 4  | «…змушувала когось ревнувати» «...made someone jealous»        | Смріті Мундра | Акшара Секар               | 12 серпня 2022    |
| Камала запрошує Маніша на Наваратрі, чим дратує бабусю. Деві не в захваті від того, що змушена взяти сина Раї з собою на вечірку, але на неї чекає несподіванка.                  |    |                                                                |               |                            |                   |
| 25 | 5  | «…була тією, кого ігнорують» «...been ghosted»                 | Кабір Ахтар   | Габе Лідман                | 12 серпня 2022    |
| Благодійний захід дає Деві шанс згадати своє заіржавіле вміння фліртувати. Стосунки між Фабіолою та Анісою й досі доволі ніякові, Пакстон має для них пораду.                     |    |                                                                |               |                            |                   |
| 26 | 6  | «…мала нервового зриву» «...had a breakdown»                   | Кабір Ахтар   | Аміна Мунір                | 12 серпня 2022    |
| Бен прагне похвали від батька й утілення мрії про Лігу Плюща, тож ігнорує ознаки виснаження, доки стрес, пов’язаний із навантаженням, не сягає критичної маси. Буквально.         |    |                                                                |               |                            |                   |
| 27 | 7  | «…зраджувала» «...cheated»                                     | Кім Нгуєн     | Бен Стейнер, Аарон Гірі    | 12 серпня 2022    |
| Під час дебатів із командою Деса дух суперництва заводить Деві занадто далеко. Елеанор отримує можливість. Бабуся пояснює Камалі свою поведінку.                                  |    |                                                                |               |                            |                   |
| 28 | 8  | «…спала зі своїм хлопцем» «...hooked up with my boyfriend»     | Кім Нгуєн     | Крістіна Х'єлм, Бет Аппель | 12 серпня 2022    |
| Вечір ігор дає шанс Деві та Фаб побути наодинці з Десом й Анісою, але інші гості змінюють настрій вечора. Репетиторка з мистецтва дивує Бена.                                     |    |                                                                |               |                            |                   |
| 29 | 9  | «…зустрічалася з хлопцем з Індії» «...had an Indian boyfriend» | Еріка Ояма    | Еріка Ояма                 | 12 серпня 2022    |
| Стривожена Рая бачить, як важко Деві впоратися з болісними спогадами, і говорить сину триматися подалі від неї. Пакстону потрібна Елеанор, щоб повідомити Тренту новину.          |    |                                                                |               |                            |                   |
| 30 | 10 | «…втілювала мрію в життя» «...lived the dream»                 | Ланг Фішер    | Ланг Фішер                 | 12 серпня 2022    |
| Кінець навчального року приголомшує всіх учнів Шерман-Оукс. Деві намагається вирішити, що важливіше — спланувати майбутнє чи насолоджуватися сьогоднішнім днем.                   |    |                                                                |               |                            |                   |

### Сезон 4
| № | #  | Назва                                                          | Режисер     | Сценарист                  | Перший ефір у США |
| --- | -- | -------------------------------------------------------------- | ----------- | -------------------------- | ----------------- |
| 31 | 1  | «…втрачала цноту» «...lost my virginity»                       | Еріка Ояма  | Мінді Калінг               | 8 червня 2023     |
| Деві все літо переймається невдалим завершенням інтимної зустрічі. Починається випускний навчальний рік, і в учнів на думці лише вступ до коледжу й заплутані стосунки. |    |                                                                |             |                            |                   |
| 32 | 2  | «…здійснювала довгоочікувану помсту» «...gotten sweet revenge» | Еріка Ояма  | Еріка Ояма                 | 8 червня 2023     |
| Деві прагне викрити того, хто пошкодив її автомобіль, і робить сміливе звинувачення. Фабіола стає сенсацією гуртка робототехніки. Бабуся приховує від сім’ї таємницю.   |    |                                                                |             |                            |                   |
| 33 | 3  | «…закохувалася в поганця» «...liked a bad boy»                 | Лена Хан    | Габе Лідман                | 8 червня 2023     |
| Навчальний рік набирає обертів, а рішучість Деві уникати Ітана слабшає. Пакстон повертається в рідні стіни. Наліні бореться з термітами.                                |    |                                                                |             |                            |                   |
| 34 | 4  | «…руйнувала власне майбутнє» «...wrecked my future»            | Дін Голланд | Аміна Мунір                | 8 червня 2023     |
| На ярмарку ВНЗ Деві розривається між почуттями й професійними амбіціями, Фабіола зважується на сміливий крок, а Бена рятує неочікувана союзниця.                        |    |                                                                |             |                            |                   |
| 35 | 5  | «…була в Нью-Джерсі» «...been to New Jersey»                   | Дін Голланд | Крістіна Х'єлм, Карлі Вітт | 8 червня 2023     |
| Під час шкільної екскурсії до Нью-Йорка Деві починає хвилюватися через навчання в коледжі, Елеанор переживає розчарування, а Фабіола тримає язик за зубами.             |    |                                                                |             |                            |                   |
| 36 | 6  | «…втрачала свою мрію» «...had my dream stolen»                 | Кабір Ахтар | Асміта Паранджапе          | 8 червня 2023     |
| Рання вступна кампанія триває та готує багато сюрпризів для Деві. Камала застерігає закохану бабусю щодо Лена. Бен чує про себе образливий коментар.                    |    |                                                                |             |                            |                   |
| 37 | 7  | «…переживав кризу ідентичності» «...had an identity crisis»    | Кабір Ахтар | Марина Кокенберг           | 8 червня 2023     |
| Пакстону непросто змиритися, що його зіркові часи в школі минули. Він хапається за нагоду стати тренером із плавання та з’ясувати стосунки з колишньою коханою.         |    |                                                                |             |                            |                   |
| 38 | 8  | «…влаштовувала особисте життя мами» «...set my mom up»         | Адам Кунти  | Акшара Секар               | 8 червня 2023     |
| Заплутавшись в особистому житті, Деві зосереджується на щасті Наліні, а для цього має порозумітися з ворогом. Бабусине свято завершується на несподівано високій ноті.  |    |                                                                |             |                            |                   |
| 39 | 9  | «…була на випускному» «...gone to prom»                        | Ланг Фішер  | Аарон Гірі, Бен Стейнер    | 8 червня 2023     |
| Грандіозна невдача змушує Деві жити в брехні й докладати зусиль, щоб отримати другий шанс. На випускному друзі розповідають одне одному правду.                         |    |                                                                |             |                            |                   |
| 40 | 10 | «…прощалася» «...said goodbye»                                 | Ланг Фішер  | Мінді Калінг, Ланг Фішер   | 8 червня 2023     |
| Останні вихідні літа збігаються з приємною подією. На порозі нової сторінки в житті Деві, її рідні та друзі мають чимало приводів для святкування.                      |    |                                                                |             |                            |                   |

## Виробництво

### Кастинг
Майтреї Рамакрішнан приєдналася до касту після того, як Мінді Калінг оголосила відкритий кастинг і отримала понад 15 000 відповідей. Усі актори зустрілися за першим читанням, і до того ніяких окремих читань між персонажами не проводилося.

### Зйомки
Зйомки серіалу почалися 14 липня 2019 року, а виробництво завершилося 31 жовтня 2019 року. Виробництво 2 сезону розпочалося 10 листопада 2020 року на студії Universal Studios в Лос-Анджелесі і закінчилося в кінці березня 2021 року.